# Succo di canna da zucchero

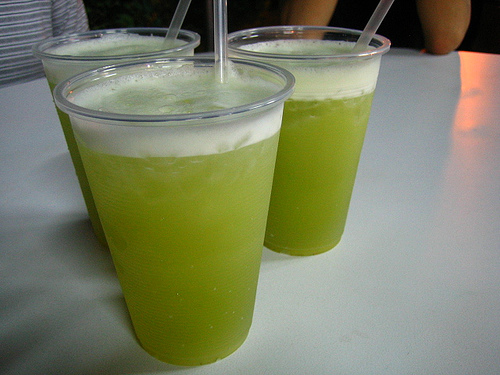
Succo di canna da zucchero

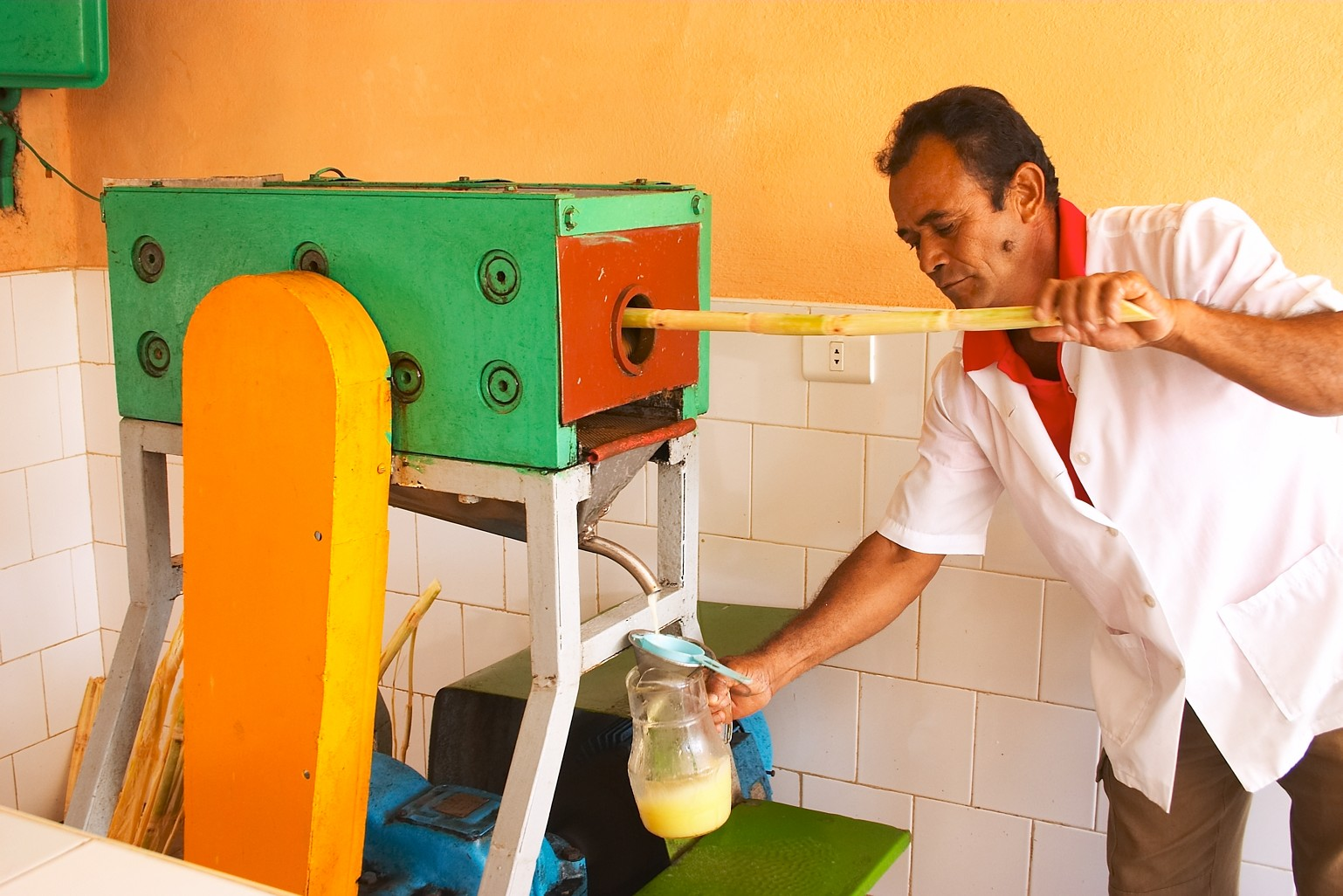
Un macchinario usato per estrarre il succo della canna da zucchero

Il succo di canna da zucchero si ottiene spremendo la canna da zucchero. È una bevanda diffusa in molti paesi, soprattutto in quelli in cui si coltiva commercialmente la canna da zucchero, come nel Sud-est asiatico, nel subcontinente indiano e in America Latina. Il succo di canna evaporato viene usato come dolcificante in molti prodotti alimentari e bevande, ed è un derivato dallo sciroppo di canna da zucchero.
Il succo di canna da zucchero si estrae triturando la canna da zucchero in un laminatoio, ed è uno dei principali precursori del rum.

## Rischi per la salute
In alcune nazioni, a causa delle condizioni non igieniche in cui viene solitamente preparato, il succo di canna da zucchero non abbattuto può rappresentare un rischio per la salute di chi lo consuma. Le canne da zucchero possono ad esempio essere infette da leptospirosi, solitamente proveniente dalle deiezioni dei ratti. In Brasile, il succo di canna da zucchero è stato correlato a casi di malattia di Chagas, a causa della possibile presenza di patogeni quali Trypanosoma cruzi.
È noto inoltre che, in Egitto, il consumo di succo di canna da zucchero può causare esposizione a micotossine, aflatossine B1 e fumonisine B1.